# Вулиця Генерала Юрія Тютюнника (Тернопіль)
Вулиця Генерала Юрія Тютюнника — вулиця в мікрорайоні «Старий парк» міста Тернополя. Названа на честь українського військового діяча, генерала-хорунжого армії УНР Юрія Тютюнника.

## Відомості
Розпочинається від проспекту Степана Бандери, пролягає на північ до вулиці Паркової, де продовжується вулицею Зеленою. На вулиці розташовані переважно приватні будинки.

## Транспорт
Рух вулицею односторонній — лише в північному напрямку (для руху в протилежну сторону потрібно скористатися вулицею Шопена), дорожнє покриття — асфальт. Громадський транспорт по вулиці не курсує, найближчі зупинки знаходяться на проспекті Степана Бандери.